# Рессета
Рессета (рос. Рессета) — річка в Росії, у Брянському, Хвастовицькому й Думініцькому районах Брянської й Калузької областей. Права притока Жиздри (басейн Оки).

## Опис
Довжина річки 123 км, найкоротша відстань між витоком і гирлом — 38,90 км, коефіцієнт звивистості річки — 3,17. Площа басейну водозбору 2270 км².

## Розташування
Бере початок у болоті на північний захід від селища Батагово. Спочатку тече переважно на південний схід. Потім біля курганного могильника Рессета-2 та села Рессета річка повертає на північний схід і протікає понад Стайки, Харитонівкою і проти Мартинки річка повертає на північний захід. Далі протікає під селом Комуна-Рессета, Хотьково і на південний захід від села Чернишино впадає у річку Жиздру, ліву притоку Оки.
Притоки: Пісочна, Лохова, Катагоща, Плолозна, Вілья, Дубна, Ловатянка, Болото (ліві); Люта, Обільна (праві).

## Цікаві факти
- Біля витоку на правому березі річки за 800 м розташована платформа Батагово дільниці Брянськ-Орловський — Березовський.